# Trùm tư bản vô đạo

Bức biếm họa có tên "Những người bảo trợ các ngành nghề của đất nước" (The protectors of our industries), mô tả các ông trùm tư bản Cyrus Field, Jay Gould, Cornelius Vanderbilt và Russell Sage đang ngồi trên đống bịch tiền "triệu đô", ở trên chiếc bè gỗ vừa nặng lại vừa lớn do những người công nhân lao động gánh hết trên vai.

Trùm tư bản vô đạo (tiếng Anh: robber baron) hay trùm cướp bóc là phép ẩn dụ mang hàm ý chỉ trích ban đầu được dùng để chỉ đến những doanh nhân Mỹ vào cuối thế kỷ 19, vốn bị lên án về việc sử dụng những thủ đoạn vô liêm sỉ, vô đạo đức để làm giàu hoặc mở rộng khối tài sản của mình.